# Therasiella tamora
Therasiella tamora är en snäckart som först beskrevs av Hutton 1883.  Therasiella tamora ingår i släktet Therasiella och familjen Charopidae. Inga underarter finns listade i Catalogue of Life.